# Iron Horses MC
Der Iron Horses MC ist einer der ältesten noch aktiven deutschen Motorcycle Clubs. Er wurde bereits 1966 gegründet und ist in Europa und Mittelamerika verbreitet.

## Geschichte
Der Iron Horses MC wurde, wie viele später deutschen Motorcycle Clubs zunächst von in Deutschland stationierten amerikanischen Soldaten gegründet. Die Gründung fand 1966 in einer kleinen Kneipe in Fürth statt, welche damals vorübergehend als erstes Clubhaus diente. Der Name des Clubs „Iron Horses“ wurde der Armeeeinheit Old Ironsides und dem Clubzweck Motorräder, also „Horses“ angelehnt. Die Clubfarben gelb-schwarz entstammen dem alten US-amerikanischen Armeeabzeichen der 1. Kavallerie, das einen Pferdekopf innehatte. Das so entstandene Logo des Motorradclubs ist bis zum heutigen Tage nahezu unverändert. Die Chapter-Bezeichnung „Fürth“ wurde jedoch Anfang der 1970er Jahre in Nürnberg geändert. Gründungs-Präsident wurde Charles E. Brothers, genannt „Charlie“, der auch nach dem Ende seiner Dienstzeit in Deutschland blieb und bis zu seinem Tod im Jahr 2008 aktives Mitglied im Club war. Der Iron Horses MC war ein Teil der Rocker-Szene von Nürnberg, die sich selbst als „Nürnberger Familie“ bezeichnete und gemeinsam Rallys ausrichtete.
Anfang der 1970er öffnete sich der Club auch für deutsche Member. 1974 richtete der Club zusammen mit dem Lawmen MC Frankfurt die erste Presi-Rally aus. Ursprünglich sollte in ihrem Clubhaus die erste Versammlung ausgerichtet werden, doch der Platz konnte nicht benutzt werden, so dass die Frankfurter Lawmen ihr Clubhaus zur Verfügung stellten. Die Versammlung wurde von Brothers geleitet. 1980 wurde das erste ausländische Chapter in Den Haag, Niederlande gegründet. 1981 und 1983 folgten zwei Chapter in Belgien, 1983 in der Schweiz und 1986 in Italien. Das dritte Chapter in Deutschland wurde in München gegründet. Im Laufe der Jahre kamen noch weitere Chapter in Europa, unter anderem in Großbritannien und Ungarn hinzu. Im Jahr 2014 expandierte der Club auch nach Mittelamerika und führt dort Chapter in Guatemala „Spring City“, seit 2016 in Santa Ana, El Salvador und seit 2020 das Prospect Chapter Ox Witik in Honduras.

## Organisationsstruktur und Colour
Der Iron Horses MC trägt ein einteiliges Colour mit dem Schriftzug sowie einer Zeichnung, die ein Pferd auf einem Motorrad zeigt. Dieses Logo sowie die Clubfarben schwarz-gelb sind seit der Entstehung unverändert und werden von dem gesamten Club so getragen. Eine Ausnahme war das Chapter in Bern, dessen dreiteiliges Colour an die Schweizer Rockerszene angepasst war. Das Rückenpatch trug die Farben grün-schwarz und zeigte ein Pferd auf einem Motorrad mit einem Eisernen Kreuz im Hintergrund.
In den Anfangsjahren gab es noch das sogenannte Assoc-Patch. Dieses konnten Mitglieder für Freunde oder ihre Freundin beantragen. Diese „Associates“ kann man mit den „Supporter“ von heute vergleichen. Auch konnten noch bis Mitte der 1980er Frauen vollwertige Mitglieder werden.
Der Iron Horses MC bezeichnet sich selbst als neutraler Club, der auf den verschiedensten Erdteilen Freundschaften zu allen ortsansässigen Clubs pflegt, egal welcher Farbe und Größe. Das Clubleben findet hauptsächlich auf der Straße bzw. dem Motorrad statt.
Der Club hat neben den Partys zwei Pflichttermine im Jahr, den „International Run“, das heißt eine Fahrt zu einem befreundeten Club, sowie eine Jahresparty am Ende der Motorrad-Saison.

## Chapter des Iron Horses Motorcycle Club
- Coast (Germany) - https://www.facebook.com/Ironhorsesstolpe/
- Fürth (Germany) - https://www.facebook.com/Iron-Horses-MC-F%C3%BCrth-164095256973297/
- Hofbieber (Germany) - https://www.facebook.com/pages/Iron%20Horse%20Pub%20No.1/102300976519613/
- Maxvorstadt (Germany) - https://www.facebook.com/ihmcmaxvorstadt/
- München (Germany) - https://www.facebook.com/Iron-Horses-MC-M%C3%BCnchen-520251231489794/
- Nürnberg (Germany) - https://www.facebook.com/Iron-Horses-MC-N%C3%BCrnberg-1557895867805252/
- Schweinfurt (Germany) -
- Duke’s City (Italy) - https://www.facebook.com/ihmcdc/
- Padova (Italy) - https://www.facebook.com/IronHorsesMCPadova/
- Venezia (Italy) - https://www.facebook.com/98horsepower/
- Vicenza (Italy) - https://www.facebook.com/IronHorsesMCVicenza/
- Portus Naonis (Italy) - https://www.facebook.com/p/Iron-Horses-MC-Portus-Naonis-/
- Mons (Belgium)
- Vlaanderen (Belgium)
- Kent (Britain) - https://www.facebook.com/IronhorsesMCBritain/
- Cwmbran (Wales) - https://www.facebook.com/Iron-Horses-MC-Cwmbran-106276266073271/
- Spring City (Guatemala) - https://www.facebook.com/ironhorsesmcguatemala/
- Santa Ana (El Salvador) - https://www.facebook.com/iron.horses.9/
- Ox Witik (Honduras) - https://www.facebook.com/caballosdefuerzamc
- Jász (Hungary) - https://www.facebook.com/ihmc.jasz/
- Szalk (Hungary) - https://www.facebook.com/ironhorsesmcszalk/
- Gold River (Spain) - https://www.facebook.com/ironhorsesmcgoldriver/
- Lahnsattel PC (Austria) - https://www.facebook.com/profile.php?id=61555869034224